# Anonymitet
 Der er for få eller ingen kildehenvisninger i denne artikel, hvilket er et problem. Du kan hjælpe ved at angive troværdige kilder til de påstande, som fremføres i artiklen.

Anonym er den som ikke opgiver sin identitet i en given sammenhæng (samme som engelsk "no name" og på dansk med forkortelsen nn). Ofte kombineret med brug af maskering eller anden form for forklædning. Det var mere almindeligt før, at socialt højt placerede personer optrådte anonymt i nogen sammenhænge. Et andet ord var inkognito. Når adelige optrådte inkognito, skulle man ikke vise, at personen var genkendt.
For identifikationsformål brugte man pseudonym (egtl: "uægte navn").